# STS-51-I
STS-51-I fue la misión  veinte  del programa STS y la número seis del transbordador Discovery. Los objetivos de la misión fueron el de desplegar tres satélites de comunicaciones comerciales y recuperar y reparar el SYNCOM IV-3 que se había desplegado durante la misión STS 51-D. Se lanzó desde el Centro Espacial Kennedy en la Florida  el 27 de agosto de 1985 y aterrizó siete días más tarde en la Base Aérea Edwards en California.

## Tripulación
| Puesto                   | Astronauta                           | Astronauta                           |
| ------------------------ | ------------------------------------ | ------------------------------------ |
| Comandante               | Joe Engle Segundo y último vuelo     | Joe Engle Segundo y último vuelo     |
| Piloto                   | Richard O. Covey Primer vuelo        | Richard O. Covey Primer vuelo        |
| Especialista de misión 1 | James D. A. van Hoften Segundo vuelo | James D. A. van Hoften Segundo vuelo |
| Especialista de misión 2 | John M. Lounge Primer vuelo          | John M. Lounge Primer vuelo          |
| Especialista de misión 3 | William F. Fisher Único vuelo        | William F. Fisher Único vuelo        |

## Parámetros de la misión
- Masa:[1]
  - Orbitador al despegue: 118,981  kg
  - Orbiter al aterrizaje: 89,210  kg
  - Carga: Satélites  AUSSAT -l, ASC-L y el Syncom IV-4  ~ 29,772 kg
- Perigeo: 350 km
- Apogeo: 465 km
- Inclinación: 28.5°
- Periodo: 92 min